# Lio Evaristo
Maurilio Geraldo Evaristo, mais conhecido como Lio Evaristo (Cianorte, 10 de abril de 1963), é um treinador de futebol profissional brasileiro. Atualmente, dirige o Atlético Clube Paranavaí.

## Titulos
Atlético Paranaense
- Campeonato Paranaense: 2001 e 2005